# Piazza Aldrovandi
Piazza Aldrovandi è una piazza del centro storico di Bologna, ubicata nel Quartiere Santo Stefano. Come le limitrofe vie Petroni e Guerrazzi, di cui è di fatto la congiunzione, venne ricavata colmando il fossato della seconda cerchia di mura e per questo fu nota come Seliciata di Strada Maggiore a partire almeno dal 1362, l'anno a cui risale la prima documentazione. La denominazione attuale, con intitolazione ad Ulisse Aldrovandi, si deve invece alla riforma toponomastica degli anni 1873-8.
Presenta una forma stretta e allungata da nord a sud: l'estremità settentrionale si trova all'incrocio di via San Vitale e via Petroni, davanti al Torresotto di San Vitale: quella meridionale all'incrocio tra Strada Maggiore e via Guerrazzi. Sul lato occidentale della piazza, a sud, si affaccia un fianco del Palazzo Davia Bargellini. Di fronte vi è una fermata del trasporto pubblico locale su gomma gestito da TPER.
Il luogo ha ispirato una poesia di Umberto Saba, La ritirata in Piazza Aldrovandi.